# Pape Gueye
Pape Alassane Gueye (* 24. ledna 1999) je senegalský profesionální fotbalista, který hraje na pozici defenzivního záložníka za francouzský klub Olympique Marseille v Ligue 1. Narodil se ve Francii, ale hraje za národní tým Senegalu.

## Klubová kariéra

### Le Havre
Gueye debutoval za Le Havre 5. května 2017 při remíze 0:0 v Ligue 2 s Chamois Niortais. Svou první profesionální smlouvu podepsal 20. června 2017.

### Watford
Dne 29. dubna 2020 bylo odhaleno, že Gueye souhlasil s přestupem do týmu Premier League Watford FC, když jeho smlouva s Le Havre měla vypršet dne 1. července 2020. Gueye podle propagačních materiálů a tiskové zprávy klubu podepsal s Watfordem pětiletou smlouvu. O čtyřiadvacet hodin později se Watford dohodl na Gueyeově přestupu do Marseille v Ligue 1, která obsahovala klauzuli o prodeji pro Watford. Gueye tvrdil, že jeho agent mu „špatně poradil“ a citoval, že jeho smlouva s Watfordem obsahovala plat 45 000 liber měsíčně, nikoliv 45 000 liber týdně, které Gueyemu klub původně sliboval.

### Marseille
Dne 1. července 2020 podepsal Gueye čtyřletou smlouvu s týmem Ligue 1 Marseille za údajnou částku 3 miliony eur (2,7 milionu liber).

#### Hostování v Seville
Dne 30. ledna 2023 byl Gueye poslán na hostování do klubu La Liga Sevilla na zbytek sezóny.

## Reprezentační kariéra
Gueye se narodil ve Francii a je senegalského původu. Reprezentoval jak francouzskou fotbalovou reprezentaci do 18 let, tak francouzskou reprezentaci do 19 let. Na seniorské úrovni se však rozhodl reprezentovat Senegal. V senegalském národním týmu debutoval 14. listopadu 2021 při výhře 2:0 v kvalifikaci na Mistrovství světa ve fotbale 2022 nad Kongem.
Byl součástí senegalského týmu na Africkém poháru národů 2021; Lions of Teranga vyhráli turnaj poprvé ve své historii.
Po vítězství národa na turnaji byl Gueye jmenován velkodůstojníkem Národního řádu lva prezidentem Senegalu Macky Sallem.

## Styl hry
Gueye je box-to-box záložník, známý pro jeho agresivní a vysoce soutěživý styl hry. Má také dobré sledování hry a fyzickou sílu.

## Statistiky

### Klubové
Platí k zápasu hranému 4. června 2023.
| Klub                | Sezóna            | Liga                   | Liga   | Liga | Národní pohár | Národní pohár | Ligový pohár | Ligový pohár | Kontinentální | Kontinentální | Ostatní | Ostatní | Celkově | Celkově |
| Klub                | Sezóna            | Divize                 | Zápasy | Góly | Zápasy        | Góly          | Zápasy       | Góly         | Zápasy        | Góly          | Zápasy  | Góly    | Zápasy  | Góly    |
| ------------------- | ----------------- | ---------------------- | ------ | ---- | ------------- | ------------- | ------------ | ------------ | ------------- | ------------- | ------- | ------- | ------- | ------- |
| Le Havre B          | 2017/18           | Championnat National 2 | 2      | 1    | —             | —             | —            | —            | —             | —             | —       | —       | 2       | 1       |
| Le Havre B          | 2018/19           | Championnat National 2 | 10     | 0    | —             | —             | —            | —            | —             | —             | —       | —       | 10      | 0       |
| Le Havre B          | Celkově           | Celkově                | 12     | 1    | —             | —             | —            | —            | —             | —             | —       | —       | 12      | 1       |
| Le Havre            | 2016/17           | Ligue 2                | 1      | 0    | 0             | 0             | 0            | 0            | —             | —             | —       | —       | 1       | 0       |
| Le Havre            | 2017/18           | Ligue 2                | 1      | 0    | 0             | 0             | 0            | 0            | —             | —             | —       | —       | 1       | 0       |
| Le Havre            | 2018/19           | Ligue 2                | 12     | 0    | 1             | 0             | 1            | 0            | —             | —             | —       | —       | 14      | 0       |
| Le Havre            | 2019/20           | Ligue 2                | 25     | 0    | 1             | 0             | 0            | 0            | —             | —             | —       | —       | 26      | 0       |
| Le Havre            | Celkově           | Celkově                | 39     | 0    | 2             | 0             | 1            | 0            | —             | —             | —       | —       | 42      | 0       |
| Marseille           | 2020/21           | Ligue 1                | 32     | 2    | 2             | 0             | —            | —            | 4             | 0             | 1       | 0       | 39      | 2       |
| Marseille           | 2021/22           | Ligue 1                | 28     | 0    | 1             | 0             | —            | —            | 13            | 1             | —       | —       | 42      | 1       |
| Marseille           | 2022/23           | Ligue 1                | 14     | 1    | 2             | 0             | —            | —            | 3             | 0             | —       | —       | 19      | 1       |
| Marseille           | Celkově           | Celkově                | 74     | 3    | 5             | 0             | —            | —            | 20            | 1             | 1       | 0       | 100     | 4       |
| Sevilla (hostování) | 2022/23           | La Liga                | 16     | 1    | —             | —             | —            | —            | 0             | 0             | —       | —       | 16      | 1       |
| Celkově v kariéře   | Celkově v kariéře | Celkově v kariéře      | 141    | 5    | 7             | 0             | 1            | 0            | 20            | 1             | 1       | 0       | 170     | 6       |

## Úspěchy
Senegal
- Africký pohár národů: 2021

Individuální
- Velkodůstojník Národního řádu lva: 2022